# Philharmostes zuluensis
Philharmostes zuluensis is een keversoort uit de familie Hybosoridae. De wetenschappelijke naam van de soort is voor het eerst geldig gepubliceerd in 1948 door Hesse.